# Heptapterus
Heptapterus is een geslacht van straalvinnige vissen uit de familie van de antennemeervallen (Heptapteridae).

## Soorten
- Heptapterus bleekeri Boeseman, 1953
- Heptapterus fissipinnis Miranda Ribeiro, 1911
- Heptapterus mbya Azpelicueta, Aguilera & Mirande, 2011
- Heptapterus multiradiatus Ihering, 1907
- Heptapterus mustelinus (Valenciennes, 1835)
- Heptapterus ornaticeps Ahl, 1936
- Heptapterus qenqo Aguilera, Mirande & Azpelicueta, 2011
- Heptapterus stewarti Haseman, 1911
- Heptapterus sympterygium Buckup, 1988
- Heptapterus tapanahoniensis Mees, 1967
- Heptapterus tenuis Mees, 1986